# Ochodaeus inscutellaris
Ochodaeus inscutellaris là một loài bọ cánh cứng trong họ Ochodaeidae. Loài này được Pic miêu tả khoa học đầu tiên năm 1899.